# Rosario-Santa Fe de 1943
La 18ª edición de la Rosario-Santa Fe tuvo lugar el 21 de marzo de 1943 y fue organizada por el Ciclista Moto Club Santafesino, la prueba contaba con un recorrido que largó desde Plaza Alberdi en Rosario, pasando por San Lorenzo, Timbues, Barranqueras, Arocena, Gálvez, San Carlos Sud, Centro, Norte, Santo Tomé y llegada en Santa Fe, sobre la calle Junín frente a la Escuela Industrial totalizando una distancia de 212 kilómetros, de los cuales 77 kilómetros eran de tierra y 135 kilómetros de pavimento.
Esta edición de la Rosario - Santa Fe con un total de 50 ciclistas inscriptos y fue ganada por el ciclista italiano Antonio Bertola quien llegó en solitario a la meta.

## Lista de Inscriptos
El listado de competidores que se inscribieron para la carrera.